# 6. Flieger-Division
Die 6. Flieger-Division war ein Großverband der Luftwaffe der Wehrmacht im Zweiten Weltkrieg.

## Geschichte
Die 6. Flieger-Division wurde am 1. Februar 1939 in Frankfurt am Main gebildet. Sie war am 1. September 1939, der Luftflotte 3 im Westdeutschland unterstellt. Am 2. Oktober 1939 wurde sie in das II. Flak-Korps umgewandelt.

## Divisionskommandeur
| Dienstgrad   | Name         | Datum                               |
| ------------ | ------------ | ----------------------------------- |
| Generalmajor | Otto Deßloch | 1. Februar 1939 bis 2. Oktober 1939 |

## Unterstellung
| Unterstellung | von             | bis             |
| ------------- | --------------- | --------------- |
| Luftflotte 3  | 1. Februar 1939 | 2. Oktober 1939 |

## Unterstellte Verbände
| Verbände am 1. September 1939     | Flugzeuge | Flugzeuge     | Flugzeugtypen         | Liegeplatz      | Lage               |
| Verbände am 1. September 1939     | Ist       | Einsatzbereit | Flugzeugtypen         | Liegeplatz      | Lage               |
| Stab/Kampfgeschwader 53           | 6         | 6             | Heinkel He 111H       | Schwäbisch Hall | 49.118317 9.783956 |
| II./Kampfgeschwader 53            | 32        | 30            | Heinkel He 111H       | Schwäbisch Hall | 49.118317 9.783956 |
| III./Kampfgeschwader 55           | 33        | 32            | Heinkel He 111H       | Giebelstadt     | 49.648056 9.966389 |
| Stab III./Sturzkampfgeschwader 51 | 3         | 3             | Dornier Do 17P        | Wertheim        | 49.761111 9.491667 |
| III./Sturzkampfgeschwader 51      | 31        | 29            | Junkers Ju 87B        | Wertheim        | 49.761111 9.491667 |
| II./Zerstörergeschwader 76        | 48        | 42            | Messerschmitt Bf 109D | Gablingen       | 48.45 10.863889    |
| Insgesamt                         | 153       | 142           |                       |                 |                    |

Anmerkungen
1. ↑  Bedeutung der Abkürzungen, siehe Organisation der Geschwader
2. ↑  Iststärke (die tatsächlich in der Einheit vorhandenen Flugzeuge)
3. ↑  Einsatzbereit (abflugbereite Flugzeuge)